# Konkordanz (Textwissenschaft)
Unter Konkordanz (zurückgehend auf lat. concordare „übereinstimmen“) versteht man in den Textwissenschaften traditionellerweise eine alphabetisch geordnete Liste der wichtigsten Wörter und Phrasen, die in einem schriftlichen Werk verwendet werden. Der Begriff stammt aus der Bibelwissenschaft, spielt heute auch in der Literaturwissenschaft und in benachbarten Disziplinen sowie neuerdings in besonderem Maße in der Korpuslinguistik, einem Teilbereich der Sprachwissenschaft, eine wesentliche Rolle. In letzterem kann eine Konkordanz auch Wörter und Phrasen betreffen, die aus mündlichen Texten stammen.
Konkordanzen sind heute in der Regel elektronisch erstellte Trefferlisten, die sich aus der Suche meist nach einem Wort oder einer Phrase, eigentlich aber aus der Suche nach jeder beliebig definierbaren Zeichenkette ergeben. In einer Konkordanz ist meistens auch die nächste sprachliche Umgebung des gesuchten Ausdrucks, der sogenannte Kontext angeführt, also beispielsweise der gesamte Satz, in dem ein gesuchtes Wort auftritt.
Als Synonyme für Konkordanz gelten fallweise die Ausdrücke Register und Index oder Index verborum (‚Verzeichnis der Wörter‘). In der Korpus- und in der Computerlinguistik haben sich zudem, auch im Deutschen, der Ausdruck Key Word in Context sowie dessen Abkürzung KWIC als Benennungen für den in einer Konkordanz angezeigten Suchbegriff eingebürgert.

## Erstellung

Aus einer gedruckten vedischen Verbalkonkordanz

Vor der Zeit der modernen Datenverarbeitung war das Erstellen von Konkordanzen sehr arbeits- und zeitaufwändig und somit kostenintensiv. Daher wurden Konkordanzen nur für Werke geschaffen, für die besonderes Interesse bestand, wie beispielsweise für religiöse Texte (Bibel, Koran, Rigveda) oder für die Werke großer Schriftsteller (etwa William Shakespeare). Bereits im Mittelalter wurden Belegsammlungen für die Bibel, aber auch für kirchenrechtliche Texte unter Verwendung des lateinischen Ausdrucks concordantia erstellt.
Typologisch existieren bis heute zwei Varianten:
- Verbalkonkordanzen geben eine alphabetische Ordnung aller auftretenden Wörter und Redensarten mit Angabe der Textstelle
- Realkonkordanzen geben eine inhaltlich geordnete Zusammenstellung aller sich auf einen bestimmten Gedanken oder Gegenstand beziehenden Stellen.

Da die wichtigsten literarischen Werke heute in digitalisierter Form vorliegen, werden Konkordanzen nun in der Regel mittels Software erstellt, was ein komfortables Suchen nach Wörtern und Phrasen – ähnlich einer Suchmaschine im World Wide Web – ermöglicht (Volltextsuche). Es existiert bereits eine Vielzahl an unterschiedlichen Produkten, die für verschiedene Zwecke konzipiert sind – für die Bibel zum Beispiel eine ganze Reihe an Bibelprogrammen und für die Korpuslinguistik beispielsweise „WordSmith“. Solche Software kann gegebenenfalls auch online bedienbar sein. Auch die Volltextsuche in vielen anderen digitalisierten Texten wie Wörterbüchern, Lexika und literarischen Sammlungen entspricht diesem Prinzip. In der Korpuslinguistik, deren Aufschwung erst durch die moderne digitale Technik ermöglicht wurde, werden Konkordanzen entweder aus speziell für ein bestimmtes Forschungsprojekt eigens entworfenen Textkorpora oder aus bereits vorgefertigten, oft ebenfalls online zugänglichen Textsammlungen gewonnen.
Frühe elektronisch erstellte Konkordanzen wurden in gedruckter Form herausgegeben, beispielsweise zu den griechischen Dichtern Hesiod und Homer aus dem Jahr 1977. Diese hatten bereits die Darstellungsform, wie sie heute in den Computerkonkordanzen üblich ist. Dabei umfasst eine Belegstelle eine einzelne Zeile und das jeweilige Suchwort befindet sich in der Mitte. In den heutigen elektronischen Konkordanzen kann das angezeigte Ausmaß an dem Text, der das Suchwort umgibt, aber oft verändert werden (beispielsweise beliebige Anzahl an Zeilen, ganzer Satz oder ganzer Absatz).

### Unterschiede von traditionell und elektronisch erstellten Konkordanzen
Mit elektronisch gefertigten Konkordanzen lassen sich mehrere Beschränkungen bisheriger Konkordanzen überwinden. Verändert ist besonders die Konzentration auf Einzelwörter:
- Einzelwörter wurden für ihre Suche in einem Korpus traditionell anhand inhaltlicher Bewertung durch die Person ausgewählt – heute ein fremder Gesichtspunkt.
- Einzelwörter wurden von ihrer an einer Belegstelle aktuellen Form auf ihre Grundform zurückgeführt, also konjugierte und deklinierte Wortformen auf ihre jeweilige Grundform. Heute liegen auch die konkreten Wortformen im Blickfeld.
- Ausgangspunkt der Suche braucht nicht lediglich ein Einzelwort zu sein, sondern es kann ein gesamter Text als Suchkriterium definiert werden. Denn Einzelwörter sind immer in Wortketten eingebettet, und es lässt sich automatisch überprüfen, ob ein Einzelwort in einer bestimmten Kette im restlichen Korpus noch öfters belegt ist. Der Blick geht von grammatischen Konstruktionen über Floskeln, Formeln bis hin zu Zitaten und Plagiaten.

Mittels moderner Technik erstellte Konkordanzen entsprechen in mehrerlei Hinsicht nicht mehr dem herkömmlichen Modell einer gedruckten Konkordanz:
- Vollständigkeit: Elektronisch gefertigte Konkordanzen listen die Belege in einem Korpus – sofern nicht anders beabsichtigt – immer vollständig auf.
- Suchkriterium: Herkömmliche Konkordanzen beruhen auf der Suche nach inhaltlichen Begriffen, während Konkordanzen aus digitalen Korpora einzelne Wortformen auflisten (wiewohl ein betreffender Begriff und seine Wortform schriftlich auch identisch sein können). Ob und wie eine Brücke zur herkömmlichen Konkordanz (Einschluss von Bedeutungen) geschlagen werden kann und soll (Stichwort Lemmatisierung), ist im philologischen Bereich derzeit noch ein methodisches Problem.
- Suchmöglichkeiten: Digitale Korpora bieten im Gegensatz zur klassischen Suchmethode eine sehr flexible Suchgestaltung. In solchen kann beispielsweise nicht nur nach einzelnen Wortformen gesucht werden, sondern auch nach beliebigen Wortketten (die nicht zwangsläufig eine Phrase im grammatikalischen Sinn sein müssen) sowie nach Kombinationen von Wörtern, die im Textkorpus auch nicht direkt hintereinander als Kette aufscheinen müssen.

### Konkordanzsoftware

Aus einer elektronisch gefertigten Konkordanz des Wortes „Nationalrat“ in den Stenographischen Protokollen von Sitzungen des österreichischen Nationalrates

Zu sprachanalytischen Zwecken existiert eine Reihe verschiedener Softwareprodukte. Neben den sogenannten Taggern (zur Annotation von Korpora) und Parsern (zu deren syntaktischen Analyse) gibt es zur Erzeugung von Konkordanzen aus einem Korpus etliche Concordancer, die sehr unterschiedlich gestaltet und so ausgelegt sind, dass sie den jeweiligen Anforderungen der einzelnen wissenschaftlichen Forschungsgebiete entsprechen.
Das Konkordanzprogramm CoMOn etwa, das in erster Linie philologischen Bedürfnissen gerecht wird, erlaubt die Überprüfung eines vollständigen Einzeltextes mit bis zu mehreren tausend Zeichen auf sein Verhältnis zum umgebenden Korpus, wobei als Konkordanzen auch solche Treffer ausgegeben werden können, die vom vorgegebenen Suchtext bis zu einem gewissen Grad abweichen. Auch erkennt das Programm selbständig, bis zu welcher Länge Wortketten übereinstimmen. Programme wie Wordsmith Tools oder AntConc hingegen, die vorwiegend in der Linguistik Einsatz finden, bieten neben der Generierung von Konkordanzen etliche weitere Funktionen wie Kollokationsanalysen, Lemmatisierung, Keyword-Extraktion oder Ausgabe von statistischen Daten zum Korpus wie etwa der Type-Token-Relation.

## Verwendung
Je nach wissenschaftlicher Disziplin, Forschungsfrage, Art der verwendeten Software und Gestaltung der Konkordanz (ausgewähltes Textkorpus, Einzelbegriff oder Phrase, Umfang des in Betracht gezogenen sprachlichen Kontextes) lassen sich Konkordanzen unterschiedlich nutzen. Mit der Auflistung eines bestimmten Einzelbegriffes lässt sich beispielsweise feststellen,
- in der Bibelwissenschaft (mittels Bibelkonkordanzen) an welchen Stellen ein bestimmter Begriff in unterschiedlichen Bibelausgaben auftritt, woraus sich etwa Rückschlüsse auf die Praxis der Übersetzung in verschiedene Sprachen ziehen lassen
- in der Literaturwissenschaft wie oft, in welchen Werken und in welchen Zusammenhängen der Suchbegriff von einem bestimmten Schriftsteller verwendet wird, was als Bestandteil einer bestimmten, für die Person typischen Sprache (Idiolekt) gilt
- in der Wörterbuchschreibung in welchen unterschiedlichen Bedeutungen ein bestimmtes Wort in einer bestimmten Sprache auftritt, woraus sich das Bedeutungsspektrum eines bestimmten Begriffes ableiten lässt und – auch für die Historische Linguistik von Bedeutung – über die Zeit sich Phänomene des Sprachwandels beschreiben lassen
- in der Allgemeinen Sprachwissenschaft in welchen Flexionsformen oder mit welchen anderen Wörtern zusammen ein bestimmtes Wort generell verwendet wird, womit sich zum Beispiel ein unterschiedlicher Gebrauch in schriftlicher und mündlicher Sprache belegen lässt
- in der Sprachlehrforschung inwieweit beim Lernen einer Fremdsprache ein bestimmter Ausdruck grammatikalisch häufig richtig oder falsch verwendet wird, was etwa auf die Gestaltung von Unterrichtsmaterialien Einfluss hat

Mittels der modernen Technik lassen sich auch Konkordanzen von beliebig definierten Gruppen von mehreren sprachlichen Zeichen oder Wörtern (N-Gramme) erstellen. Auf diese Weise kann eruiert werden, ob und in welchen Texten welche Wortkombinationen (Kollokationen) bevorzugt auftreten. Erkannt werden können auf diese Weise idiomatische Wendungen, formelhafter Sprachgebrauch, Zitate, Anspielungen usw., was in den betreffenden wissenschaftlichen Sparten von jeweils spezifischem Interesse ist.